# Ewald Ammende
Ewald Ammende (n. 3 ianuarie 1893, Pernov, Gubernia Livonia, Imperiul Rus – d. 15 aprilie 1936, Beijing, Republica Chineză) a fost un jurnalist estonian, activist pentru drepturile omului și politician de origine baltică germană.

## Biografie
Ewald Ammende provenea dintr-o familie comerciantă bogată, influentă și de mult timp stabilită în Livonia. După ce a urmat liceul la Pernau, din 1910 a studiat comerțul la Politehnica din Riga, economie la Köln și Tübingen și și-a luat doctoratul în științe politice de la Universitatea Christian-Albrecht din Kiel.
În timpul Primului Război Mondial, a lucrat în activitatea de aprovizionare cu alimente pentru orașe din sudul Rusiei. După divizarea regiunii istorice Livonia în Estonia și Letonia, Ammende a început campaniile pentru minoritățile naționale în politica internațională. Din 1919 până în 1922 a lucrat ca redactor și director de publicații în ziarul „Rigasche Rundschau” (Revista Riga), unde a colaborat cu Paul Schiemann. În calitate de co-fondator al Asociației Minorităților Germane din Europa, Ammende a jucat un rol esențial în crearea „Legii autonomiei culturale a minorităților din Estonia” în 1925. În același an, reprezentanții grupurilor etnice minoritare din diferite țări l-au ales secretar general al Congresului Naționalităților Europene (ENK).
El a devenit un avocat puternic al drepturilor minorităților etnice și a înființat o organizație-umbrelă care să reprezinte organizațiile minorităților etnice (nu doar cele ale etnicilor germani). Ammende a presupus că o soluție la problemele naționale nu ar fi posibilă prin iredentism și, prin urmare, a căutat un echilibru între interesele grupurilor etnice și ale statelor naționale pe baza recunoașterii reciproce. În rolul său de secretar general al ENK, el a contribuit esențial la ajutorarea asociațiilor evreiești pentru a prezenta petiția lui Bernheim, care l-a discreditat în fața național-socialiștilor. În același timp, a intrat în conflict cu Statele Unite și guvernul sovietic din cauza diverselor acțiuni de ajutor umanitar și campanii ENK.
Ewald Ammende a fost, de asemenea, director onorific al „Organizației de asistență interconfesională și transnațională a cardinalului său Arhiepiscop al Vienei”. El a fost în contact strâns cu cardinalul Theodor Innitzer, care l-a ajutat să publice cea mai faimoasă carte a lui, Muss Russland hungern? Menschen und Völkerschicksale in der Sowjetunion ( „Ar trebui ca Rusia să moară de foame? Destinațiile oamenilor și popoarelor din URSS"). Cuvântul „Rusia” din titlul cărții, așa cum era obișnuit în acei ani, se referea la URSS în general, deși cartea a vizat în principal evenimente din Ucraina și Kuban (Caucazul de Vest). Cartea a provocat o mulțime de controverse datorită descrierii sale contemporane despre foametea sovietică (cunoscută în prezent sub numele de Holodomor). Ammende a discutat, de asemenea, în cartea sa, opresiunea sistematică a mai multor minorități din Ucraina, inclusiv polonezi, maghiari, români, evrei, belarusieni și germani din Crimeea. Deși respingerea Ewald Ammende față de național-socialiști era deja cunoscută la momentul publicării, autoritățile sovietice au acuzat ENK că cartea a promovat propaganda național-socialistă. Această reprezentare înșelătoare a preluat-o în perioada postbelică, printre alți istorici din Germania de Est, până în literatura de cercetare modernă. Unii istorici vin să eticheteze întreaga campanie internațională ENK privind conștientizarea foametei ca parte a politicii anti-Komintern a regimului nazist. Ammende a folosit în cartea sa fotografii necreditate făcute de Alexander Wienerberger în timpul lucrării sale la Kharkiv în 1933; Aceste fotografii sunt cunoscute în prezent și au fost reeditate de mai multe ori.
Ewald Ammende a murit la 15 aprilie 1936 în circumstanțe întunecate la Beijing, unde a dorit să se întâlnească cu reprezentanți ai minorităților evreiești din Waldheim (districtul național evreiesc din Orientul îndepărtat). Este clar că a murit la spitalul german din Beijing. Obituarele au apărut în multe ziare europene, în care detaliile cauzei morții variau de la crime, sinucideri, atacuri de cord, accidente vasculare cerebrale până la șoc de zahăr (ceea ce în prezent este considerat un posibil motiv, datorită istoriei familiei de aceeași boală). După moartea sa, fratele său și mâna dreaptă, Erich Ammende, au preluat conducerea ENK ca acuzație provizorie. El a supraviețuit fratelui său doar șapte luni și a murit la Viena  .
A fost înmormântat în cimitirul Alevi din Pärnu, Estonia.

## Lucrări selectate
- Die Hilfsaktion für Petersburg. R. Ruetz Riga, 1920.
- Die Agonie einer Weltstadt. Helft Petersburg! R. Ruetz Riga, 1920.
- Europa und Sowjet-Rußland. Curtius-Verlag Berlin, 1921.
- Die Gefährdung des europäischen Friedens durch die nationale Unduldsamkeit. Karl Jaspers Wien, 1927.
- Nationalitäten in den Staaten Europas. Braumüller Universitäts-Verlagsbuchhandlung Wien und Leipzig, 1931.
- Muss Russland hungern? Menschen und Völkerschicksale in der Sowjetunion. Wilhelm Braumüller Universitäts-Verlagsbuchhandlung Wien, 1935.
- Human Life in Russia. G. Allen & Unwin London, 1936.

## Legături externe
- 1933 Famine Photo's of Kharkov, Ukraine, from Dr. Ewald Ammende's {early winter} 1935 'Muss Russland Hungern?' [Must Russia Starve?)
- Biography in German online